# Clearwater (Florida)
Clearwater egy floridai város, Pinellas megye székhelye Tampától és St. Petersburgtól északnyugatra. A várostól nyugatra a Mexikói-öböl, délkeletre a Tampai-öböl fekszik. A város lakossága 2010-ben 107 605 volt.  Az Intracoastal Waterway elválasztja a várost Clearwater Beachtől. Clearwater a Clearwater Marine Aquarium otthona, ahol a Delfines kaland ill. Delfines kaland 2. c. filmekben szereplő Winter és a Hope nevű palackorrú delfin él. Clearwater a "világszintű szellemi főhadiszállása" a Szcientológia Egyháznak.

## Népesség
| 2010 | 107 685 |
| 2020 | 117 292 |

## Fordítás
Ez a szócikk részben vagy egészben  a   Clearwater, Florida című angol Wikipédia-szócikk fordításán alapul.  Az eredeti cikk szerkesztőit annak laptörténete sorolja fel. Ez a jelzés csupán a megfogalmazás eredetét és a szerzői jogokat jelzi, nem szolgál a cikkben szereplő információk forrásmegjelöléseként.

## Története [szerkesztés]
A mai Clearwater eredetileg a Tocobaga nép otthona volt. 1835 körül az Egyesült Államok hadserege megkezdte a William Henry Harrisonról elnevezett Fort Harrison építését, mint előőrs a szeminol háborúk alatt.  Az erőd egy blöffön helyezkedett el, kilátással Clearwater kikötőjére, amely később a 20. század elején a Harbor Oaks nevű lakótelep részévé vált. A Dél-Floridai Egyetem régészei 1962-ben tárták fel a helyszínt, miután Mark Wyllie felfedezett egy földalatti lőszerbunkert, miközben fát ültetett az udvarán.
A terület népessége azután nőtt, hogy az 1842-es szövetségi fegyveres megszállási törvény 160 hektárt (0,65 km2) ajánlott fel mindenkinek, aki fegyvert visel és megműveli a földet.  A korai telepesek közé tartoztak a Stevens, Stevenson, Sever és McMullen családok, akik nagy földterületeket igényeltek és műveltek.  1906 előtt a terület Clear Water Harbor néven volt ismert. Úgy gondolják, hogy a "Tiszta víz" név egy édesvízi forrásból származik, amely a régi városháza épületének közelében folyik. Sok más édesvízi forrás is tarkította a blöfföt, sok az öbölben vagy magában a kikötőben.
Az eredetileg Hillsborough megyéhez tartozó első út Clearwatert és Tampát 1849-ben kötötte össze, ami drasztikusan csökkentette a városok közötti előző napi ingázást.
Az amerikai polgárháború alatt az Unió ágyúnaszádjai többször is megtámadták a közösség készleteit, mivel a legtöbb munkaképes férfi távol volt a Konföderációs Hadseregért harcolva.  A város a tizenkilencedik század végén kezdett fejlődni, miután Peter Demens 1888-ban befejezte a városba vezető első személyszállító vasútvonalat. Clearwatert 1891-ben alapították, James E. Crane lett az első polgármester.  A környék népszerűsége nyaralóhelyként nőtt, miután Henry B. Plant vasútmágnás 1897-ben Clearwatertől délre megépítette a Belleview Biltmore nevű viktoriánus üdülőszállodát.
Az 1900-as évek elejére Clearwater lakossága körülbelül 400-ra nőtt, télen pedig közel 1000-re emelkedett. Clearwater legrégebbi létező újságja, a Clearwater Sun először 1914. március 14-én jelent meg.  Clearwatert 1915. május 27-én visszacsatolták, ezúttal városként, és Pinellas megye székhelyévé nevezték ki, amely 1912-ben szakadt el Hillsborough megyétől. 1915-ben hidat építettek Clearwater kikötője felett, amely nyugaton kötötte össze a várost Clearwater Beach-szel. Clearwater Beach, bár egy külön gátszigeten található, Clearwater városához tartozik, és a Mexikói-öbölre néz. Egy új, sokkal magasabb híd ível most az öböl felett, a korábbi felvonóhíd helyére; az összekötő út a 60-as állami út része, és Clearwater Memorial Causeway-nek hívják.

A második világháború alatt Clearwater az Európába és a Csendes-óceánra szánt amerikai csapatok fő kiképzőbázisává vált. Gyakorlatilag a környék minden szállodáját, beleértve a Belleview Biltmore-t és a Fort Harrison Hotelt, laktanyaként használták az újoncok számára.  A belvárosban menetelő katonák rendszeresen leállították a járműforgalmat, és általános gyakorlat volt az éjszakai áramszünet, hogy megzavarják a potenciális ellenséges bombázókat. A fejlesztés előtti Sand Key-t célpontként használták az amerikai hadsereg légi hadtestének vadászbombázói a hevederes és bombázási gyakorlatokhoz.
Sablon:Megyeszékhelyei